# Сан Бенито (Тексас)
Сан Бенито (енгл. San Benito) град је у америчкој савезној држави Тексас. По попису становништва из 2010. у њему је живело 24.250 становника.

## Демографија
Према попису становништва из 2010. у граду је живело 24.250 становника, што је 806 (3,4%) становника више него 2000. године.
| Група             | 2000.          | 2010.          |
| Белци             | 2.919 (12,5%)  | 2.082 (8,6%)   |
| Афроамериканци    | 74 (0,3%)      | 110 (0,5%)     |
| Азијати           | 58 (0,2%)      | 67 (0,3%)      |
| Хиспаноамериканци | 20.380 (86,9%) | 21.995 (90,7%) |
| Укупно            | 23.444         | 24.250         |